# Brucin

Strukturní vzorec brucinu

Brucin, chemicky 2,3-dimethoxystrychnidin-10-on, je hořký alkaloid blízce příbuzný strychninu. Vyskytuje se v různých druzích rostlin, nejznámější je jeho přítomnost ve stromě Strychnos nux-vomica (kulčiba dávivá) rostoucím v jihovýchodní Asii.
Byť je brucin příbuzný ke strychninu, není tak jedovatý. Nicméně pokud člověk požije více než 2 mg čistého brucinu, téměř jistě se u něj projeví symptomy připomínající otravu strychninem (LD50 orálně pro potkana je 1 mg/kg, pro králíka 4 mg/kg).
Pro lékařské účely se brucin primárně používá pro regulaci krevního tlaku a jiné nezávažné srdeční potíže. Komerčně se rostliny, které ho obsahují, pěstují v některých oblastech USA a EU.
Alkaloid brucin je izostrukturální ke strychninu, s methoxyskupinami na aromatickém kruhu místo na vodících (pozice 9 a 10). Jak brucin, tak strychnin se běžně používají jako činidla pro chirální separaci. Separace racemických směsí alkaloidy z kůry chinovníku je známa od roku 1853, kdy použití této metody ohlásil Pasteur. Schopnost brucinu, a v menší míře i strychninu, působit jako separační činidlo pro aminokyseliny publikoval Fischer v roce 1899. Brucin a strychnin jsou zásady, proto mají tendenci krystalizovat s kyselinami. Acidobazická reakce zanechává brucin protonovaný na pozici N (2). Tvorba diastereomerních solí byla hlášena u tisíců organických sloučenin. Zhušťování brucinu ve zvlněných vrstvách je základním aspektem při kokrystalizaci brucinu, kdežto strychnin vykazuje převážně krystalizaci ve dvojvrstvách.

## Kulturní odkazy
Asi nejznámější odkaz na brucin se vyskytuje v románu Hrabě Monte Cristo od francouzského autora Alexandra Dumase, a to v diskuzi o mithridatismu: „No“, odpověděl Monte-Christo, „předpokládejme, potom, že by tímto jedem byl brucin a že byste si vzal miligram první den, dva miligramy druhý den a tak dál.“
Brucin byl také zmíněn ve filmu Mechanik zabiják z roku 1972 s Charlesem Bronsonem v hlavní roli, kde mladý nájemný vrah Steve McKenna (Jan-Michael Vincent) zradí svého učitele, stárnoucího nájemného zabijáka Arthura Bishopa (Bronson), a za použití slavnostní sklenky vína s přidaným brucinem nechá Bishopa zemřít na zdánlivý infarkt.